# Shuriken

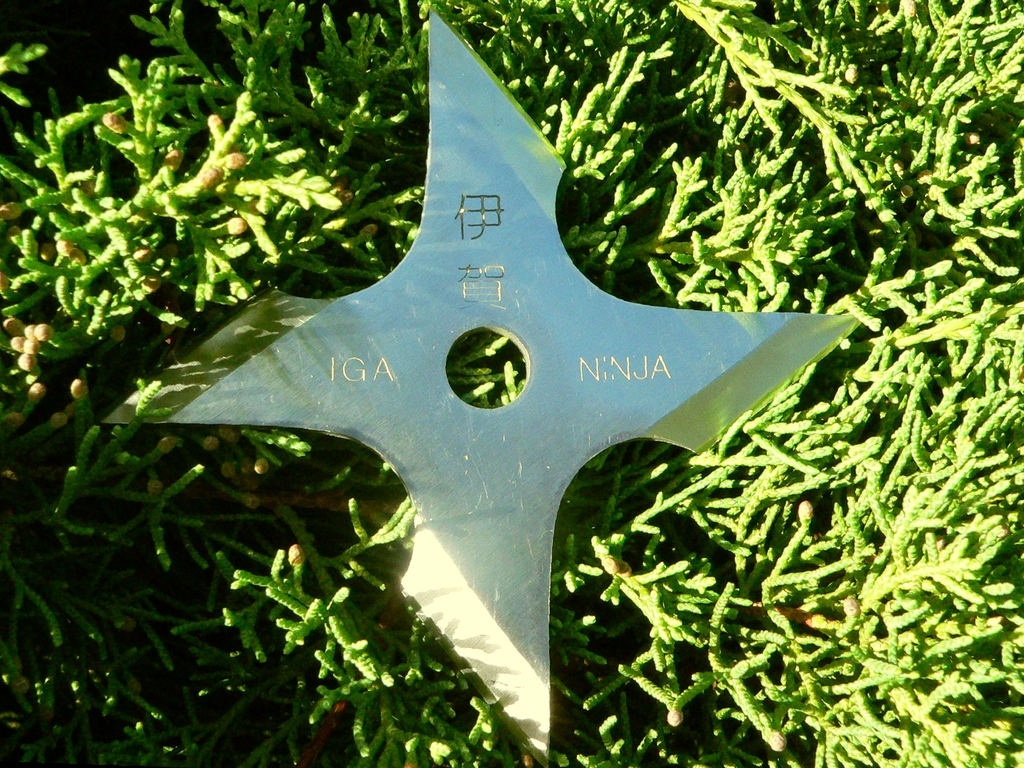
Shuriken

Shuriken (japanska: 手裏剣, ungefär ”handdold klinga”) eller kaststjärna är ett japanskt kastvapen som utgörs av en stjärnformad klinga, ofta med egg utmed var arm. De kallas ibland för ninjastjärna, då de felaktigt antas ha använts av ninjor. Historiskt är det ett taktiskt vapen som främst användes av samurajer, dess följe och dylikt, bland annat för att leverera dödshot till fienden. Konsten att hantera shuriken kallas för shuriken-jutsu.
Shuriken användes ofta som ett komplement till svärd (katana) eller spjut (yari). Det huvudsakliga syftet var att distrahera motståndaren genom att försöka träffa ögon, ansikte, händer eller fötter.

## Bo-shuriken

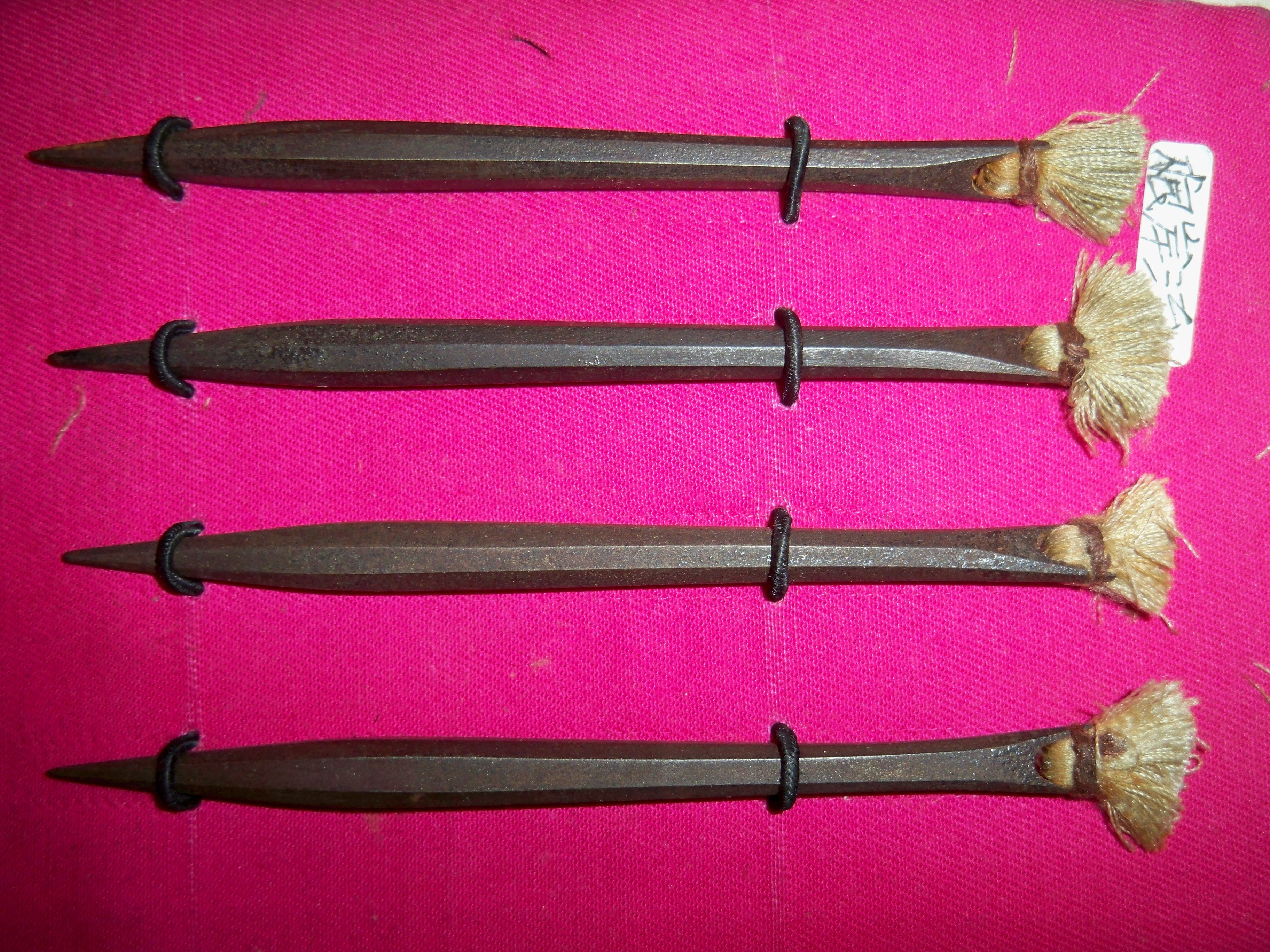
Bo-Shuriken

Till skillnad från typiska shuriken liknar bo-shuriken en grov järn- eller stålspik med fyra sidor, i vissa fall rund. Oftast är vapnet bara spetsigt i den ena änden men det förekommer även dubbelspetsade varianter. Längden varierar från 12 till 21 centimeter, och vikten ligger mellan 35 och 150 gram. Vapnet kan kastas på många olika sätt, som till exempel över huvudet, under armen, åt sidan och bakåt, men i varje fall så kastas vapnet på ett sådant sätt att vapnet glider genom fingrarna mjukt och kontrollerat.